# Partido de Berisso
Berisso es uno de los 135 partidos que componen la provincia argentina de Buenos Aires. Su cabecera es la ciudad de Berisso. Forma parte del partido de Berisso.

## Historia
En 1871 Juan Berisso (inmigrante genovés), puso en marcha el saladero San Juan, en tierras de Ensenada
En 1880 se federaliza la ciudad de Buenos Aires, en consecuencia los territorios de Ensenada y Berisso pasan a formar parte del partido de La Plata en 1882. Muchos de los inmigrantes llegados al país a principios de siglo se asentaron en Berisso, atraídos por la presencia de los frigoríficos Swift y Armour, el puerto, la destilería YPF y los Astillero Río Santiago. La proyección industrial dio fisonomía propia a Berisso, que reclamó y obtuvo su autonomía municipal el 3 de abril de 1957.
Desde 1978 por decreto y desde 1994 por Ley, Berisso ostenta merecidamente el reconocimiento como capital provincial del Inmigrante. En cada mes de septiembre la Asociación de Entidades Extranjeras, junto a la Municipalidad local, organiza la Fiesta en homenaje a los pioneros que conformaron un rico y armonioso crisol de culturas. Durante esta fiesta multicultural reinan la danza, la música, el colorido de los trajes típicos y los diversos sabores de la gastronomía étnica. Otras festividades que se celebran en la ciudad de Berisso son la Fiesta Provincial del Vino de la Costa, la Fiesta Nacional y Provincial del Pejerrey, la Fiesta Nacional y Provincial de la Corvina y la Fiesta del Provinciano, que reciben participación de público visitante de todo el país.

## Población
| Población | 49.201 | 58.833  | 66.152  | 74.761  | 80.092 | 88.470  | 100.930 |
| Variación | -      | +19,57% | +12,44% | +13,01% | +7,13% | +10,46% | +14,1%  |

## Política

### Intendentes desde 1983
| Intendente          | Mandato                                           | Partido | Partido | Alianza | Alianza |
| ------------------- | ------------------------------------------------- | ------- | ------- | ------- | ------- |
| Carlos Nazar        | 10 de diciembre de 1983 - 10 de diciembre de 1987 |         | PJ      |         | —       |
| Juan Enrique Nadeff | 10 de diciembre de 1987 - 1990                    |         | PJ      |         | FREJURE |
| Rubén González      | 1990 - 10 de diciembre de 1991                    |         | PJ      |         | FREJURE |
| Eugenio Juzwa       | 10 de diciembre de 1991 - 10 de diciembre de 1995 |         | PJ      |         | FREJUFE |
| Néstor Juzwa        | 10 de diciembre de 1995 - 10 de diciembre de 1999 |         | PJ      |         | FREJUFE |
| Néstor Juzwa        | 10 de diciembre de 1999 - 10 de diciembre de 2003 |         | PJ      | CJ      |         |
| Enrique Slezack     | 10 de diciembre de 2003 - 10 de diciembre de 2007 |         | PJ      |         | —       |
| Enrique Slezack     | 10 de diciembre de 2007 - 10 de diciembre de 2011 |         | PdV     |         | FPV     |
| Enrique Slezack     | 10 de diciembre de 2011 - 10 de diciembre de 2015 |         | PJ      |         | FPV     |
| Jorge Nedela        | 10 de diciembre de 2015 - 10 de diciembre de 2019 |         | UCR     |         | CBA     |
| Fabián Cagliardi    | 10 de diciembre de 2019 - 10 de diciembre de 2023 |         | PJ      |         | FdT     |
| Fabián Cagliardi    | 10 de diciembre de 2023 - En el cargo             |         | PJ      | UP      |         |

### Concejo Deliberante
Actualmente el Concejo Deliberante de Berisso está conformado por 20 Concejales.
| Bloques | Bloques              | Integrantes |
| ------- | -------------------- | ----------- |
|         | Unión por la Patria  | 11          |
|         | Juntos por el Cambio | 7           |
|         | La Libertad Avanza   | 2           |

En la siguiente tabla se puede observar los concejales de cada partido político y su respectivo periodo:
| N.º | Concejal                | Bloques | Bloques              | Periodo   |
| --- | ----------------------- | ------- | -------------------- | --------- |
| 1   | Melisa Aguilera         |         | La Libertad Avanza   | 2023-2027 |
| 2   | Mariana Astorga         |         | Juntos por el Cambio | 2021-2025 |
| 3   | Nadina Brizzi           |         | Unión por la Patria  | 2021-2025 |
| 4   | Gimena Carvajal         |         | Juntos por el Cambio | 2023-2027 |
| 5   | Daniel Del Curto        |         | La Libertad Avanza   | 2023-2027 |
| 6   | Marcela De Vera         |         | Unión por la Patria  | 2023-2027 |
| 7   | Gabriela Di Lorenzo     |         | Unión por la Patria  | 2023-2027 |
| 8   | Héctor Fernández        |         | Juntos por el Cambio | 2023-2027 |
| 9   | Aldana Iovanovich       |         | Unión por la Patria  | 2023-2027 |
| 10  | Antonio Ligari          |         | Unión por la Patria  | 2021-2025 |
| 11  | Carla López Domínguez   |         | Unión por la Patria  | 2021-2025 |
| 12  | Jorge Marc Llanos       |         | Juntos por el Cambio | 2021-2025 |
| 13  | Gabriel Marotte         |         | Unión por la Patria  | 2021-2025 |
| 14  | Juan Ignacio Mincarelli |         | Unión por la Patria  | 2023-2027 |
| 15  | Mariana Miño            |         | Unión por la Patria  | 2021-2025 |
| 16  | Natalia Moracci         |         | Juntos por el Cambio | 2021-2025 |
| 17  | Matías Nanni            |         | Juntos por el Cambio | 2021-2025 |
| 18  | Mariano Obregón         |         | Unión por la Patria  | 2023-2027 |
| 19  | Alejandro Paulenko      |         | Unión por la Patria  | 2021-2025 |
| 20  | Patricio Yalet          |         | Juntos por el Cambio | 2023-2027 |

## Localidades del partido

Partidos del Gran Buenos Aires y el Gran La Plata

- Berisso
- Juan B.Justo
- La Balandra
- Los Catorce
- Los Talas
- Palo Blanco
- Villa Argüello
- Villa Banco Constructor
- Villa Dolores
- Villa España
- Villa Independencia
- Villa Nueva
- Villa Progreso
- Villa Roca
- Villa San Carlos
- Villa Zula
- Barrio Banco Provincia
- Barrio El Carmen Este
- Barrio Obrero
- Barrio Santa Teresita
- Barrio Universitario
- Barrio Histórico Nueva York

## Lugareños famosos
- El actor Lito Cruz
- El sindicalista Cipriano Reyes
- El futbolista Leandro Martini
- El futbolista Sebastián "Chirola" Romero
- El futbolista Leandro "Chino" Benítez
- El futbolista Miguel Ángel "Flecha de Oro" Lauri
- El futbolista Lucas "Bochi" Licht
- El futbolista Rodrigo "Potro" Salinas
- El historiador ferroviario Ándres Corazza